# Dungeon Siege (seria)
Dungeon Siege – seria gier komputerowych z gatunku hack and slash wyprodukowanych i wydanych przez firmę Gas Powered Games i Obsidian Entertainment.

## SeriaDungeon Siege
- Dungeon Siege (2002[1])
  - Dungeon Siege: Legends of Aranna  (2003[2])
- Dungeon Siege II (2005[3])
  - Dungeon Siege II: Broken World (2006[4])
- Dungeon Siege: Throne of Agony  (2006)
- Dungeon Siege III (2011[5])